# Rajd Portugalii 1987

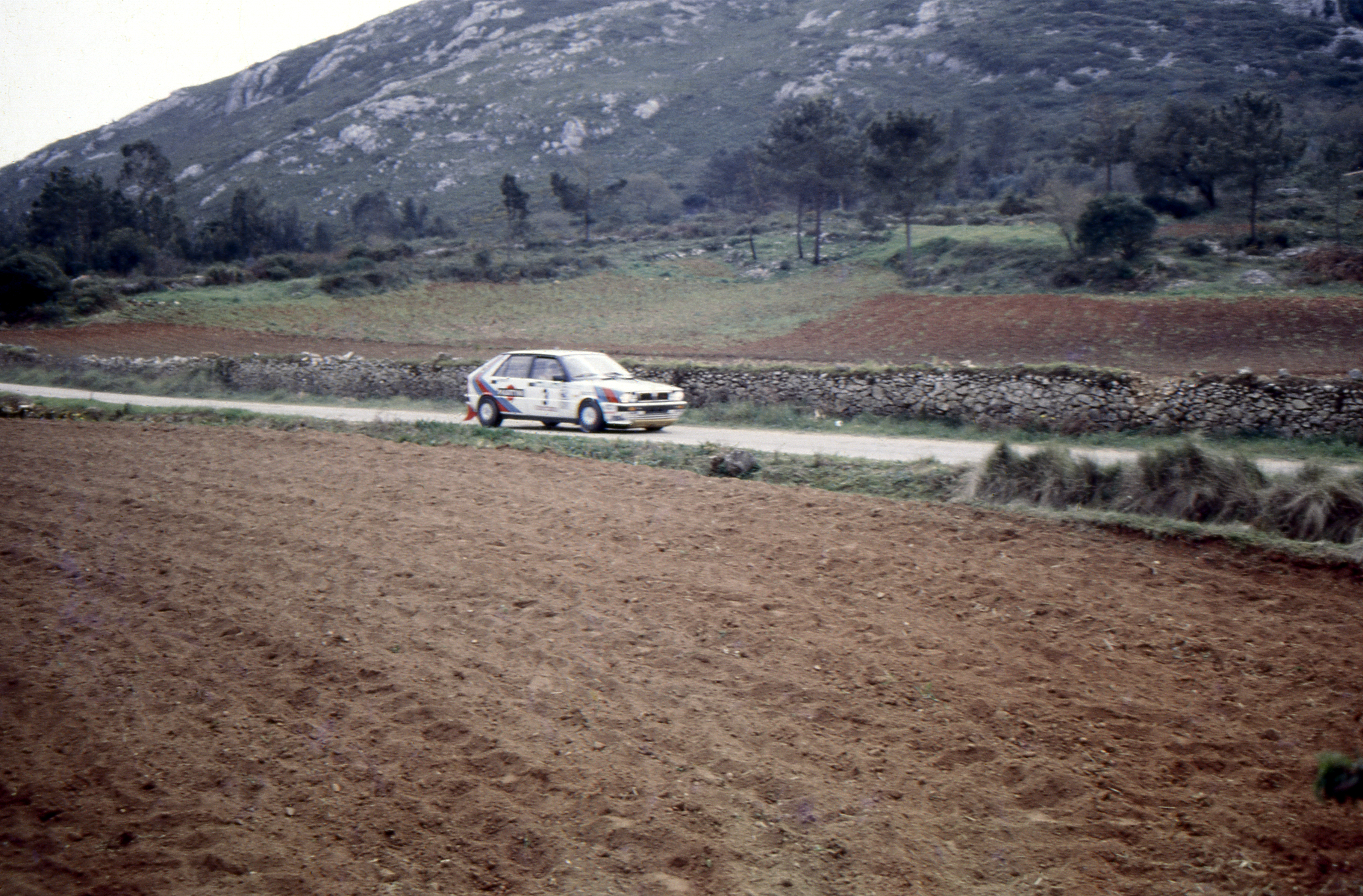
Zwycięzca rajdu Markku Alén

Rajd Portugalii 1987 (21. Rallye de Portugal - Vinho do Porto) – 21 Rajd Portugalii rozgrywany w Portugalii w dniach 11-14 marca. Była to trzecia runda Rajdowych Mistrzostw Świata w roku 1987. Rajd został rozegrany na szutrze i asfalcie. Bazą rajdu było miasto Estoril.

## Zwycięzcy odcinków specjalnych[1]
| Etap | Data     | OS | Godzina | Nazwa               | Długość  | Zwycięzca                       | Czas  | Śred. pręd  | Lider rajdu   |
| ---- | -------- | -- | ------- | ------------------- | -------- | ------------------------------- | ----- | ----------- | ------------- |
| 1    | 11 marca | 1  | 9:15    | Estoril             | 13,10 km | Carlos Sainz                    | 6:27  | 121,86 km/h | Carlos Sainz  |
| 1    | 11 marca | 2  | 14:25   | Montejunto          | 9,60 km  | Markku Alén                     | 5:22  | 107,33 km/h | Markku Alén   |
| 1    | 11 marca | 3  | 17:32   | Figueiro dos Vinhos | 20,50 km | Markku Alén                     | 13:14 | 92,95 km/h  | Markku Alén   |
| 1    | 11 marca | 4  | 18:12   | Campelo             | 10,50 km | Jean Ragnotti                   | 7:28  | 84,38 km/h  | Jean Ragnotti |
| 1    | 11 marca | 5  | 18:49   | Serra de Lousa      | 24,90 km | Jean Ragnotti                   | 15:50 | 94,36 km/h  | Jean Ragnotti |
| 1    | 11 marca | 6  | 21:14   | Prestimo            | 12,20 km | Carlos Sainz                    | 7:57  | 92,08 km/h  | Jean Ragnotti |
| 1    | 11 marca | 7  | 22:09   | Vouzela             | 23,00 km | Markku Alén                     | 15:51 | 87,07 km/h  | Markku Alén   |
| 1    | 11 marca | 8  | 23:09   | Freita              | 24,20 km | Miki Biasion                    | 16:38 | 87,29 km/h  | Markku Alén   |
| 1    | 11 marca | 9  | 23:43   | Arouca              | 14,30 km | Jean Ragnotti                   | 9:12  | 93,26 km/h  | Markku Alén   |
| 1    | 12 marca | 10 | 0:02    | Pejao               | 7,10 km  | Miki Biasion                    | 5:10  | 82,45 km/h  | Markku Alén   |
|      |          |    |         |                     |          |                                 |       |             | Markku Alén   |
| 2    | 12 marca | 11 | 12:25   | Fafe - Montim 1     | 6,70 km  | Juha Kankkunen                  | 4:00  | 100,50 km/h | Markku Alén   |
| 2    | 12 marca | 12 | 12:38   | Fafe - Lameirinha 1 | 10,40 km | Juha Kankkunen                  | 7:12  | 86,67 km/h  | Markku Alén   |
| 2    | 12 marca | 13 | 12:55   | Fafe - Lagoa 1      | 7,70 km  | Markku Alén                     | 6:05  | 75,95 km/h  | Markku Alén   |
| 2    | 12 marca | 14 | 14:30   | Braga               | 12,90 km | Markku Alén                     | 8:02  | 96,35 km/h  | Markku Alén   |
| 2    | 12 marca | 15 | 16:35   | Arcos - Portela     | 26,40 km | Markku Alén                     | 19:25 | 81,58 km/h  | Markku Alén   |
| 2    | 12 marca | 16 | 17:15   | Sao Lourenco        | 26,30 km | Miki Biasion                    | 23:05 | 68,36 km/h  | Markku Alén   |
|      |          |    |         |                     |          |                                 |       |             | Markku Alén   |
| 3    | 13 marca | 17 | 8:25    | Fafe - Montim 2     | 6,70 km  | Juha Kankkunen Markku Alén      | 3:57  | 101,77 km/h | Markku Alén   |
| 3    | 13 marca | 18 | 8:38    | Fafe - Lameirinha 2 | 10,40 km | Juha Kankkunen                  | 7:02  | 88,72 km/h  | Markku Alén   |
| 3    | 13 marca | 19 | 8:55    | Fafe - Lagoa 2      | 7,70 km  | Jean Ragnotti                   | 5:57  | 77,65 km/h  | Markku Alén   |
| 3    | 13 marca | 20 | 9:15    | Cabeceiras de Basto | 26,30 km | Kenneth Eriksson                | 19:46 | 79,83 km/h  | Markku Alén   |
| 3    | 13 marca | 21 | 10:30   | Marao               | 21,10 km | Jean Ragnotti François Chatriot | 16:41 | 75,88 km/h  | Markku Alén   |
| 3    | 13 marca | 22 | 11:24   | Carvalho de Rei     | 10,90 km | Juha Kankkunen                  | 7:55  | 82,61 km/h  | Markku Alén   |
| 3    | 13 marca | 23 | 11:49   | Aboboreira          | 21,00 km | Kenneth Eriksson                | 16:21 | 77,06 km/h  | Markku Alén   |
| 3    | 13 marca | 24 | 14:50   | Armamar             | 9,30 km  | Jean Ragnotti                   | 6:40  | 83,70 km/h  | Markku Alén   |
| 3    | 13 marca | 25 | 16:10   | Covelo de Paiva 1   | 15,40 km | Markku Alén Miki Biasion        | 9:57  | 82,86 km/h  | Markku Alén   |
| 3    | 13 marca | 26 | 16:50   | Viseu 1             | 20,70 km | Miki Biasion                    | 14:20 | 86,65 km/h  | Markku Alén   |
| 3    | 13 marca | 27 | 18:10   | Covelo de Paiva 2   | 15,40 km | Juha Kankkunen Miki Biasion     | 10:06 | 91,49 km/h  | Markku Alén   |
| 3    | 13 marca | 28 | 18:50   | Viseu 2             | 20,70 km | Miki Biasion                    | 14:35 | 85,17 km/h  | Markku Alén   |
|      |          |    |         |                     |          |                                 |       |             | Markku Alén   |
| 4    | 14 marca | 29 | 5:37    | Sao Giao 1          | 17,50 km | Jean Ragnotti                   | 14:08 | 74,29 km/h  | Markku Alén   |
| 4    | 14 marca | 30 | 6:17    | Piodao 1            | 24,00 km | Juha Kankkunen                  | 18:16 | 78,83 km/h  | Markku Alén   |
| 4    | 14 marca | 31 | 6:50    | Arganil 1           | 22,50 km | Markku Alén                     | 14:58 | 90,20 km/h  | Markku Alén   |
| 4    | 14 marca | 32 | 8:42    | Sao Giao 2          | 17,50 km | Miki Biasion                    | 13:56 | 75,36 km/h  | Markku Alén   |
| 4    | 14 marca | 33 | 9:26    | Piodao 2            | 24,00 km | Miki Biasion                    | 18:07 | 79,48 km/h  | Markku Alén   |
| 4    | 14 marca | 34 | 9:59    | Arganil 2           | 22,50 km | Miki Biasion                    | 15:04 | 89,60 km/h  | Markku Alén   |
| 4    | 14 marca | 35 | 11:16   | Lousa               | 10,70 km | Miki Biasion                    | 7:51  | 81,78 km/h  | Markku Alén   |
| 4    | 14 marca | 36 | 15:30   | Martinchel          | 9,10 km  | Miki Biasion                    | 6:16  | 87,13 km/h  | Markku Alén   |
| 4    | 14 marca | 37 | 17:14   | Coruche             | 20,30 km | Miki Biasion                    | 10:19 | 118,06 km/h | Markku Alén   |

| Zwycięzcy OS-ów   | Zwycięzcy OS-ów |
| Kierowca          | Ilość           |
| ----------------- | --------------- |
| Miki Biasion      | 13              |
| Markku Alén       | 9               |
| Juha Kankkunen    | 7               |
| Jean Ragnotti     | 7               |
| Kenneth Eriksson  | 2               |
| Carlos Sainz      | 2               |
| François Chatriot | 1               |

## Wyniki końcowe rajdu[2]
| Msc. | Kierowca          | Pilot            | Samochód                | Czas    | Strata | Grupa | Punkty |
| ---- | ----------------- | ---------------- | ----------------------- | ------- | ------ | ----- | ------ |
| 1    | Markku Alén       | Ilkka Kivimäki   | Lancia Delta HF 4WD     | 7:09.39 | 0.0    | A8    | 20     |
| 2.   | Jean Ragnotti     | Pierre Thimonier | Renault 11 Turbo        | 7:12.32 | +2.53  | A7    | 15     |
| 3.   | Kenneth Eriksson  | Peter Diekmann   | Volkswagen Golf GTI 16V | 7:14.37 | +4.58  | A7    | 12     |
| 4.   | Juha Kankkunen    | Juha Piironen    | Lancia Delta HF 4WD     | 7:20.46 | +11.07 | A8    | 10     |
| 5.   | François Chatriot | Michel Périn     | Renault 11 Turbo        | 7:25.14 | +15.53 | A7    | 8      |
| 6.   | Georg Fischer     | Thomas Zeltner   | Audi Coupé Quattro      | 7:29.07 | +19.28 | A8    | 6      |
| 7.   | Rudi Stohl        | Ernst Röhringer  | Audi Coupé Quattro      | 7:38.18 | +28.39 | A8    | 4      |
| 8.   | Miki Biasion      | Tiziano Siviero  | Lancia Delta HF 4WD     | 7:44.05 | +34.26 | A8    | 3      |
| 9.   | Joaquim Santos    | Miguel Oliveira  | Ford Sierra RS Cosworth | 7:52.59 | +42.20 | A8    | 2      |
| 10.  | Jorge Recalde     | Jorge del Buono  | Fiat Uno Turbo          | 7:55.09 | +45.30 | A7    | 1      |

## Klasyfikacja po 3 rundach
Tabele przedstawiają tylko pięć pierwszych miejsc.

### Kierowcy
| Lp. | Kierowca         | Pkt |
| --- | ---------------- | --- |
| 1   | Juha Kankkunen   | 37  |
| 2   | Markku Alén      | 28  |
| 3   | Miki Biasion     | 23  |
| 4   | Kenneth Eriksson | 23  |
| 5   | Jean Ragnotti    | 21  |

### Producenci
| Lp. | Producent  | Pkt |
| --- | ---------- | --- |
| 1   | Lancia     | 57  |
| 2   | Mazda      | 32  |
| 3   | Audi       | 28  |
| 4   | Volkswagen | 28  |
| 5   | Renault    | 25  |